# وسپر لیند
وسپر لیند (به انگلیسی: Vesper Lynd)، یک شخصیت خیالی داستانی در مجموعه رمان‌های جاسوسی جیمز باند است که توسط ایان فلمینگ خلق و نخستین‌بار در رمان کازینو رویال (۱۹۵۳) ظاهر شد. اورزولا اندرس در فیلم کلاسیک کازینو رویال (۱۹۶۷) و اوا گرین در نسخه سال ۲۰۰۶ این نقش را ایفا کردند.
در رمان کازینو رویال، وسپر توضیح می‌دهد که در یک شب طوفانی به دنیا آمده و برای همین پدر و مادرش نام وسپر (کلمه‌ای لاتین به معنی ستاره غروب) را برایش انتخاب کردند. جیمز باند نیز این نام را برای کوکتلی ابداعی خودش انتخاب کرده بود. پس از انتشار رمان کازینو رویال، نوشیدنی «وسپر» محبوبیت یافت. نام واقعی این نوشیدنی همراه با دستور کامل تهیه آن نخستین‌بار در فیلم کازینو رویال (۲۰۰۶) ذکر شده است.
وسپر یک جاسوس دو جانبه باهوش است. از طرفی عضو سرویس اطلاعات مخفی بریتانیا (ام‌آی۶) است و از طرف دیگر با گروه‌های تروریستی همکاری می‌کند. او یکی از مشهورترین باند گرل‌هایی است که تاکنون در داستان‌های جیمز باند حضور پیدا کرده و ارتباطش با شخصیت جیمز باند پیچیده و چندوجهی است.
در سال ۱۹۹۳، روزنامه‌نگاری به نام دونالد مک‌کورمیک ادعا کرد که فلمینگ شخصیت وسپر را بر اساس مأمور لهستانی، کریستینا اسکاربک، خلق کرده است؛ کسی که در زمان آشنایی با فلمینگ برای سازمان عملیات ویژه کار می‌کرد. همچنین گفته شده که شخصیت وسپر برگرفته از لاریسا سوییرسکی، مأمور دو جانبه روسی- اسپانیایی است که فلمینگ در طول جنگ جهانی دوم با او ملاقات کرده بود.

## بیوگرافی در فیلم
۱۹۶۷

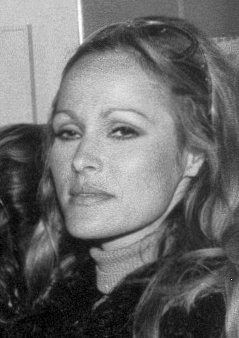
اورسولا آندرس در 1971

در نسخه ۱۹۶۷ کازینو رویال، لیند توسط اورسولا آندرس، که نقش باندگرل دیگری به نام هانی رایدر را در نسخه سینمایی دکتر نو ۱۹۶۲ بازی کرده بود، به تصویر کشیده شد.
در این نسخه، وسپر به عنوان یک مأمور مخفی سابق به تصویر کشیده می‌شود که از آن زمان به یک مولتی میلیونر تبدیل شده‌است که میل زیادی به پوشیدن لباس‌های عجیب و غریب در دفترش دارد ("زیرا اگر آن را در خیابان می‌پوشیدم" ممکن است خیره شود"). باند (با بازی دیوید نیون)، که اکنون در موقعیت M در MI6 قرار دارد، از تخفیفی برای مالیات‌های معوق گذشته‌اش استفاده می‌کند تا به او رشوه بدهد تا مأمور ۰۰۷ دیگری شود، و اولین ترمبل (پیتر سلرز) متخصص باکارات را به خدمت بگیرد تا لو شیفر را متوقف کند. با بازی اورسون ولز).
وسپر و ترمبل یک رابطه عاشقانه با هم دارند که در طی آن او یک مأمور دشمن را که برای اغوای ترمبل ("خانم گودتاگز" فرستاده شده بود را از بین می‌برد. با این حال، در نهایت، او به ترمبل به Le Chiffre و SMERSH خیانت می‌کند و به ترمبل اعلام می‌کند: "هرگز به یک جاسوس ثروتمند اعتماد نکن" قبل از اینکه او را با مسلسل پنهان شده در داخل یک باله بکشد. احتمالاً او این کار را به همان دلیلی که در رمان انجام می‌دهد، انجام می‌دهد، زیرا می‌گوید این کار برای پول نیست، بلکه برای عشق است. اگرچه سرنوشت نهایی او در فیلم فاش نشده‌است، اما در تیتراژ پایانی او به عنوان یک فرشته در حال نواختن چنگ نشان داده می‌شود که نشان می‌دهد او یکی از "هفت جیمز باند در کازینو رویال" است که در اثر انفجار اتمی کشته شده‌اند.
فیلم‌های ایون
در نسخه سینمایی کازینو رویال در سال ۲۰۰۶، وسپر لیند یک رابط از گروه ویژه مالی وزارت خزانه داری اچ ام است که مأمور شده‌است اطمینان حاصل کند که باند به اندازه کافی وجوه ارائه شده توسط MI6 به Le Chiffre (مدز میکلسن) ورشکسته، را مدیریت می‌کند. او نخستین بار باند را در قطاری به مقصد تگزاس برای شرکت در تورنمنت کازینو رویال ملاقات می‌کند و هر کدام عنوان می‌کنند که دیگری یتیم است. وسپر در ابتدا در مورد باند تردید داشت و حاضر نبود که به عنوان دوست دختر او برای پرت کردن حواس دیگر بازیکنان در مسابقات پوکر پرمخاطره تگزاس هولد ام به میزبانی Le Chiffre شرکت کند. با این حال، زمانی که رهبر ارتش مقاومت لرد استیون اوبانو (ایزاک د بانکوله) به او حمله می‌کند، او به باند کمک می‌کند و اسلحه را از دست اوبانو می‌گیرد و به باند فرصت می‌دهد تا او و محافظش را بکشد.
او پس از آن به حمام می‌رود و احساس گناه می‌کند و احساس می‌کند که دست‌هایش به دلیل کمک به کشتن اوبانو به خون آلوده‌است. باند کنار او می‌نشیند و با بوسیدن «خون» انگشتانش به او دلداری می‌دهد و آنها به کازینو برمی گردند. اما مهربانی او مانع از انجام کارش نمی‌شود. پس از اینکه باند سهام میز خود را به Le Chiffre از دست داد، از سرمایه‌گذاری او خودداری کرد. اندکی بعد، وسپر جان باند را نجات می‌دهد. باند که توسط دوست دختر لا شیفر، والنکا (ایوانا میلیچویچ) مسموم شد، برای اتصال سیم کلید به دفیبریلاتور خارجی خودکار خود تلاش ناموفقی می‌کند و دچار ایست قلبی می‌شود، اما وسپر به موقع می‌رسد تا سیم را به درستی وصل کند و دستگاه را قادر می‌سازد تا او را احیا کند.
پس از اینکه باند برنده مسابقات شد، لا شیفر وسپر را می‌رباید و باند آن‌ها را تعقیب می‌کند. آنها در دام لا شیفر می‌افتند و توسط او و افرادش شکنجه می‌شوند، اما توسط آقای وایت (یسپر کریستنسن) که به دلیل از دست دادن پول سازمانش لا شیفر را می‌کشد، نجات می‌یابند.
در حالی که هر دو برای بهبودی در بیمارستان بستری هستند، باند و وسپر عاشق هم می‌شوند و باند قصد دارد از MI6 استعفا دهد تا با او باشد. با این حال، وسپر پول‌های مسابقات را از حساب بانکی خارج می‌کند و قصد دارد آن‌ها را به آدولف گتلر (ریچارد سامل) بدهد،
هنگامی که باند یک تماس تلفنی به موقع از رئیس MI6 M (جودی دنچ) دریافت می‌کند و متوجه نقشه وسپر می‌شود، او را تعقیب می‌کند در همین زمان گتلر متوجه حضور باند می‌شود و وسپر را گروگان می‌گیرد و در حالی که افرادش با باند مبارزه می‌کنند، او را در یک آسانسور زندانی می‌کند. باند گتلر و افرادش را می‌کشد، اما این روند باعث می‌شود ساختمان شروع به غرق شدن کند. پس از عذرخواهی از باند، وسپر خود را در آسانسور حبس می‌کند، درست قبل از اینکه آسانسور در آب‌های زیر فرو برود. باند دیوانه وار سعی می‌کند جان او را نجات دهد، اما در آخرین لحظه دستان باند را می‌بوسد که انگار می‌خواهد او را از گناه پاک کند و غرق می‌شود. باند سرانجام او را رها می‌کند و تلاش ناموفقی برای احیای انجام می‌دهد.
M به باند می‌گوید که سازمانی که در پشت لا شیفر قرار دارد، دوست پسر وسپر، یوسف کابیرا را ربوده و او را تهدید کرده‌است که اگر جاسوس آنها نشود، او را خواهند کشت. سپس به او می‌گوید که وسپر با آدم ربایان کابیرا معامله کرده‌است: پول در ازای جان کابیرا. وقتی باند تلفن همراه وسپر را که در اتاق هتل ونیز رها شده بود باز می‌کند، یادداشت او را با شماره تلفن آقای وایت می‌یابد که باند را قادر می‌سازد تا او را در پایان فیلم ردیابی کند و با او روبرو شود.
در فیلم ذره ای آرامش محصول ۲۰۰۸، مشخص شد که یوسف کابیرا مأموری است که برای Quantum، سازمان تروریستی حامی لا شیفر و آقای وایت کار می‌کند. کابیرا زنان رده بالای سازمان‌های اطلاعاتی جهان را اغوا می‌کند. سپس کابیرا توسط کوانتوم «ربوده» می‌شود و زنان مجبور می‌شوند به امید آزادی او تبدیل به مأموران دو جانبه شوند. این اطلاعات وسپر را در چشم باند اثبات می‌کند، زیرا او متوجه می‌شود که خیانت به او تقصیر وسپر نبوده‌ است. او کابیرا را نمی‌کشد، اما او را به MI6 می‌سپارد و به M می‌گوید که در مورد وسپر حق با او بود. همان‌طور که باند دور می‌شود، گردنبند وسپر را در برف می‌اندازد.
در فیلم اسپکتر در سال ۲۰۱۵، باند یک نوار ویدئویی VHS را در اتاق هتل آقای وایت در مراکش پیدا می‌کند که برچسب «بازجویی وسپر لیند» را داشت. باند تصمیم می‌گیرد که نوار را  نبیند.
در ابتدای فیلم ۲۰۲۱ زمانی برای مردن نیست، باند و مادلین سوان (لئا سیدو) در ماترا، ایتالیا هستند. در حالی که در هتلی در حال گفتگو در مورد رازهای یکدیگر هستند، سوان به باند پیشنهاد می‌کند که از قبر وسپر بازدید کند. وقتی باند این کار را انجام می‌دهد، می‌گوید «دلم برایت تنگ شده» و یادداشتی را می‌سوزاند که «مرا ببخش». باند متوجه کارتی می‌شود که در کنار قبر با نماد SPECTER قرار داده شده‌است. همان‌طور که او آن را برمی‌دارد، بمبی که قصد کشتن او را داشت منفجر می‌شود. باند پس از حمله SPECTER مادلین را در ایستگاه قطار ترک می‌کند زیرا معتقد است مادلین به سازمان خیانت کرده‌است. بعداً، باند در زندان با بلوفلد ملاقات می‌کند. بلوفلد به باند توضیح می‌دهد که او به سازمانش دستور داد که باند و مادلین را تا ماترا تعقیب کنند، زیرا می‌دانستند که مادلین باند را به قبر وسپر می‌برد تا به دنبال آرامش باشد و لحظه ای مناسب را برای کشتن باند فراهم کند.